# Molí de Rocafort
El Molí de Rocafort és un molí fariner del municipi d'Olius (Solsonès) que forma part de l'Inventari del Patrimoni Arquitectònic de Catalunya.

## Descripció
És un antic molí de farina, de planta rectangular i teulada de doble vessant, orientada nord-sud. Al costat de la façana principal s'hi ha fet una nova construcció, més baixa i de teulada d'una sola vessant. La porta d'entrada està en la paret sud, és rectangular i allindanada, damunt de la porta, com a llinda, dos blocs de pedra rústecs i sense tallar.
Parament de pedres irregulars, sense tallar; barrejat amb les pedres, s'hi troben fragments de ceràmica romana. Al costat de la porta, formant part del parament hi ha una roda de molí.

## Història
El molí de Rocafort ja existia el 1110, se'n troben notícies en la documentació d'Olius, perquè la parròquia d'Olius hi tenia part en el rendiment. El 1208 el paborde de Santa Maria de Solsona el cedí a Guillem de Rocafort i a la seva muller Maria; el tracte fou fet per sis anys; de les moltures n'havia de donar dues parts a l'església de Solsona; l'altra part resta per al moliner.